# 1 Second Everyday
1 Second Everyday (1SE) es una aplicación desarrollada por Cesar Kuriyama. La aplicación permite al usuario grabar un segundo de vídeo cada día y luego editarlos (combinarlos) cronológicamente en una sola película. Es compatible con iOS y Android. La idea de la aplicación fue desarrollada por el vídeo 1 Second Everyday — Age 30 de Kuriyama.
La aplicación se lanzó en enero de 2013. 1 Second Everyday jugó un papel en la trama de Chef  y también se convirtió en la inspiración para el corto animado Feast de 2014.

## Fondo

### El vídeo de Kuriyama
En febrero de 2011, cuando César Kuriyama cumplió 30 años, tras ahorrar dinero, dejó su trabajo en una empresa de publicidad y se tomó un año libre para viajar. Durante este tiempo, comenzó a trabajar en un proyecto al que llamó 1 Second Everyday. Como parte del proyecto, cada día grabó un segundo de vídeo, algo que se suponía le ayudaría a recordar ese día. Comenzó el proyecto porque estaba frustrado con su memoria. Planeaba reunir los 365 clips de un segundo en una sola película para que sirviera como recuerdo de su año. Mientras trabajaba en el proyecto, Kuriyama se dio cuenta de que grabar un segundo cada día impactaba las decisiones que tomaba de manera positiva.
Después de un año, hizo un clip de 365 segundos con sus grabaciones. El video llamado 1 Second Everyday – Age 30, se volvió viral.
Según Kuriyama, inicialmente se inspiró para tomarse un año libre en el trabajo gracias a una charla TED impartida por Stefan Sagmeister llamada "El poder del tiempo libre". Kuriyama también pronunció una charla TED sobre 1 Second Everyday en 2012 en TED 2012 en Long Beach, California.

### Campaña de arranque
Después de completar su propio vídeo, Kuriyama decidió desarrollar una aplicación que permitiera a los usuarios grabar un segundo cada día y compilar sus propios vídeos. Desarrolló un prototipo de la aplicación  y luego, en 2012, lanzó una campaña en Kickstarter para recaudar fondos para completar la aplicación. La campaña se convirtió en una de las campañas de aplicaciones con mayor respaldo en la historia de Kickstarter. Fue respaldado por 11.281 patrocinadores que prometieron un total de 56.959 dólares sobre un objetivo inicial de 20.000 dólares.
Tras finalizar la campaña de Kickstarter, se asoció con un estudio de diseño de aplicaciones en Brooklyn para desarrollar la aplicación. 1 Second Everyday se lanzó dos semanas después de completar su campaña de Kickstarter.

## Solicitud
La aplicación se lanzó para iOS el 10 de enero de 2013. Posteriormente se desarrolló una versión de la aplicación compatible con Android. Al usarlo, el usuario puede grabar los videos en la aplicación o puede seleccionar partes de un segundo de sus bibliotecas. 1 Second Everyday data cada fragmento. El usuario también puede configurar alarmas para recordar grabar su vídeo diario. Para poder compilar un vídeo, el usuario selecciona los segundos que quiere y la aplicación crea un vídeo recopilatorio. El usuario puede mantener múltiples líneas de tiempo. También permite a los usuarios publicar directamente en las redes sociales. La interfaz principal de 1 Second Everyday es un calendario, que muestra al usuario qué días tienen fragmentos y cuáles aún puede completar.
Al principio, 1 Second Everyday restringía la grabación a un segundo. Sin embargo, los desarrolladores lanzaron más tarde Super Seconds, que permitía a los usuarios grabar un vídeo adicional de medio segundo. En 2014, se lanzó 1 Second Everyday Crowds, que es un área de la aplicación que presenta compilaciones de segundos clips de diferentes usuarios.

## En los medios
La campaña Kickstarter de 1 Second Everyday apareció en Entrepreneur's 3 Innovative Tech Startups en Kickstarter Right Now en 2012. La aplicación apareció en The New York Times, The Washington Post, Gawker  y otros medios de comunicación. Al final del día del lanzamiento, estaba entre las 10 mejores aplicaciones gratuitas de la App Store. También fue seleccionada como la aplicación de la semana en GeekWire en 2013.
También se publicaron en Internet varios otros vídeos recopilatorios de un segundo de duración después de que el vídeo de Kuriyama ganara la atención de los medios. Sam Cornwell, un fotógrafo inglés, documentó el crecimiento de su hijo Indigo mediante un montaje de clips de un segundo con iPhone. Filmó estos clips todos los días desde el momento del nacimiento hasta el primer cumpleaños del bebé. Según Cornwell, se inspiró en el proyecto de Kuriyama. El vídeo del hijo de Cornwell atrajo considerable atención de los medios después de su publicación en YouTube. Save the Children también realizó un vídeo comercial basado en un formato similar que mostraba a una niña británica ajena a la guerra en Siria acabando como refugiada.
1SE fue finalista del premio Fast Company Innovation by Design Award en 2015, pero perdió ante Google Maps. En 2015, Google Android creó una galería, Leap Second 2015, con la ayuda de Droga5 y Kuriyama. La galería mostró cómo personas de todo el mundo disfrutaron de un segundo extra de sus vidas. A través de la aplicación 1 Second Everyday disponible en Google Play, las personas pudieron enviar su segundo adicional, que luego fue examinado y agregado a la galería. Los espectadores pudieron ver otros segundos de celebración de todo el mundo y buscarlos utilizando diferentes hashtags.